# Pistole

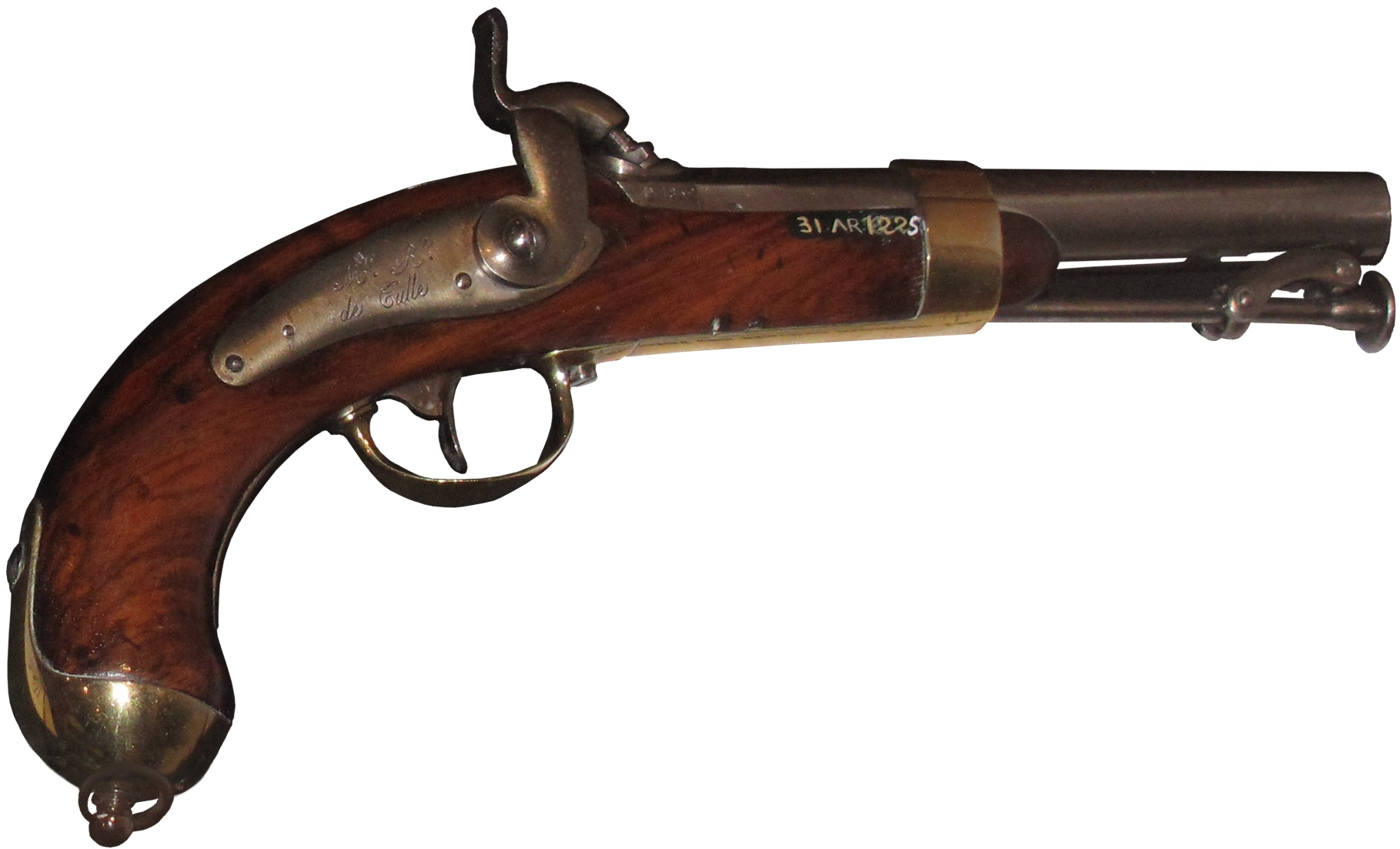
Perkusní pistole francouzského námořnictva z 19. století

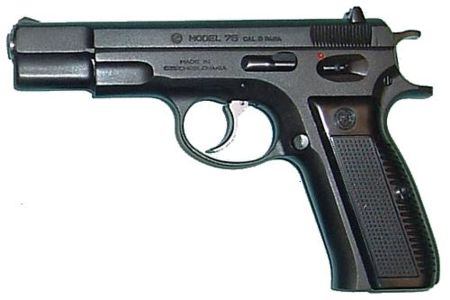
Samonabíjecí pistole typu CZ 75 ráže 9mm Luger

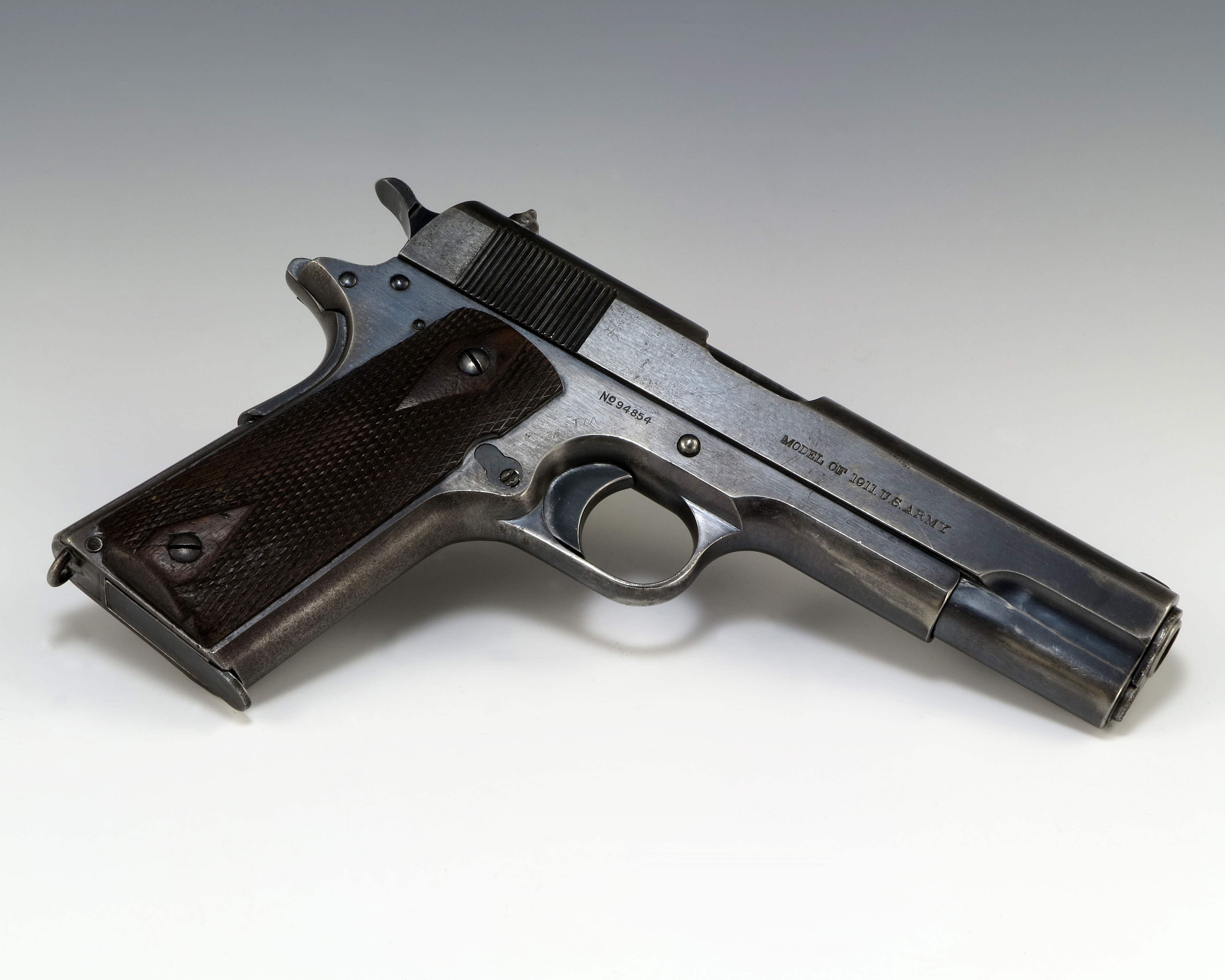
Pistole Colt M1911 vyrobená v roce 1914

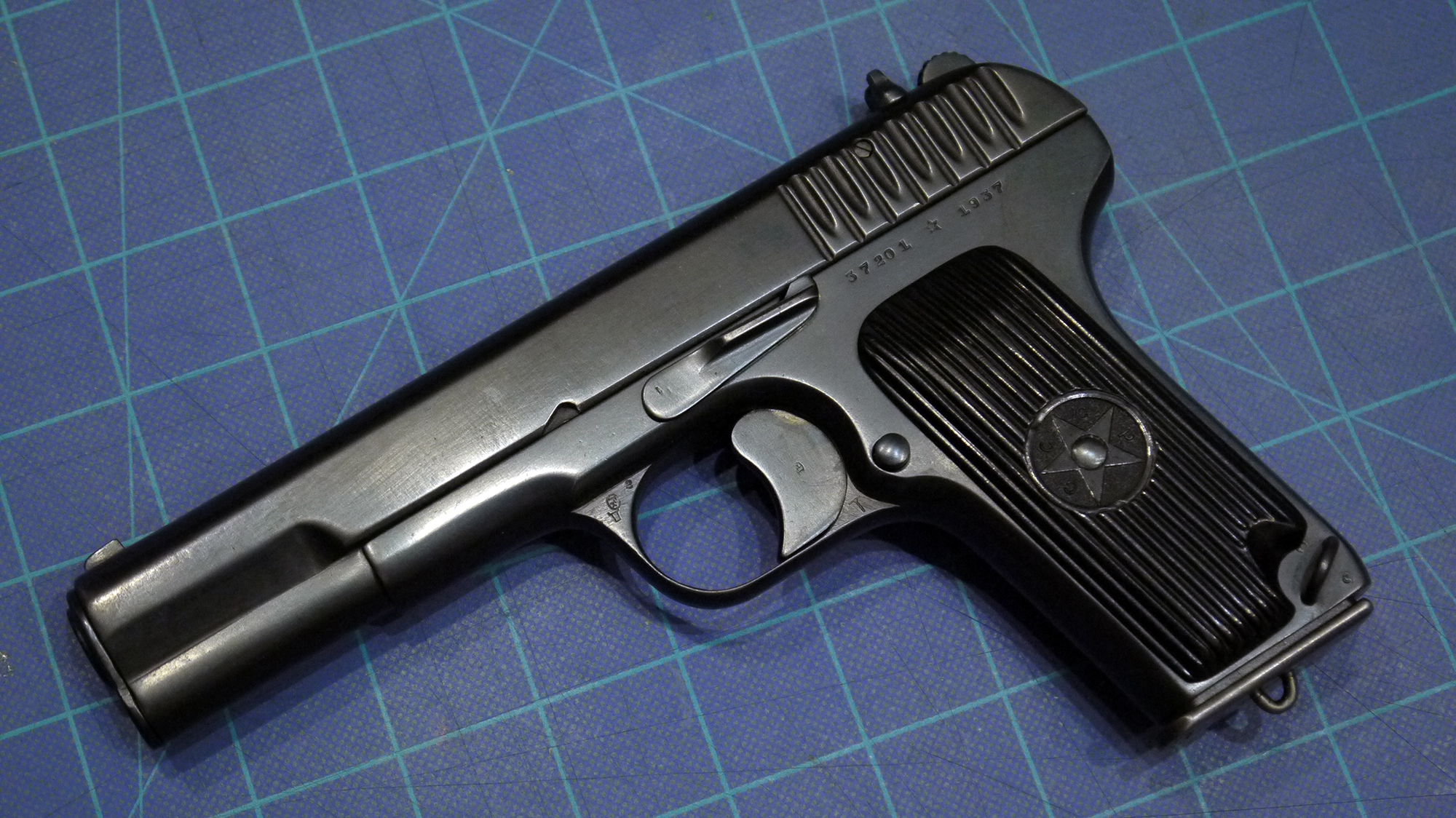
Sovětský Tokarev vz. 1933 z roku 1937

Pistole je krátká ruční palná zbraň. První pistole byly jednoranové či víceranové 
a používaly černý střelný prach. V 19. století se objevily samonabíjecí pistole a jako náplň se začal užívat nově objevený bezdýmný střelný prach. Oproti revolverům a jiným krátkým palným zbraním (např. derringerům) se moderní pistole vyznačují ve valné většině samonabíjecí konstrukcí. Prakticky všechny moderní pistole užívají horizontálně posuvný, blokový závěrový mechanismus.

## Původ slova
Podle Václava Machka je slovo pistole v mnoha jazycích převzato z francouzštiny nebo italštiny, v češtině koncem 16. století. Francouzské pistolet a italské pistola však pochází z českého píšťala, a užívá se od dob husitských válek. Husité byli první, kteří palné zbraně ve velkém měřítku používali. Existují ale i jiné výklady jeho vzniku: ze starofrancouzského pistallo, tj. hruška u sedla, u níž byly pistole původně nošeny, nebo podle toskánského města Pistoia.

## Spoušťové systémy pistolí

### Jednočinné (SA) pistole
U pistolí s jednočinným spoušťovým mechanizmem (single action) je třeba před prvním výstřelem natáhnout kohout palcem nebo pohybem celého závěru. Pro další střelbu je pak již kohout napnut pohybem závěru po výstřelu. Při stisku spouště je uvolněn kohout, který pomocí zápalníku aktivuje zápalku a odpálí náboj. Tento systém je nazýván jednočinný (single action) právě proto, že spoušť provádí jen jednu činnost – uvolnění kohoutu. Chod jednočinné spouště je lehký a krátký, a proto v tomto režimu lze dosahovat velmi přesných zásahů. Pro obranu nejsou jednočinné pistole a revolvery příliš vhodné, protože natahování kohoutu může snížit rychlost prvního výstřelu. Nevhodné je i nošení zajištěné pistole s nábojem v komoře a nataženým kohoutem, ten by se např. nevhodnou manipulací mohl náhodně uvolnit a zbraň vystřelit. Nošení zajištěné zbraně s napnutým kohoutem, jak je oblíbeno především u Američanů, se nazývá Cocked and locked (doslova: napnutý a zajištěný), je to ovšem nevhodné – kvůli bezpečnosti i kvůli působení stresového faktoru – v situaci, kdy jde člověku o život se může stát i to, že střelec zapomene, že zbraň je zajištěna a ve stresu nedokáže včas odhalit proč je momentálně nefunkční. Pistole systému SA jsou např. Colt 1911, FN Browning HP, Beretta 70 a pod.

### Dvojčinné (DA, SA/DA) pistole
U pistolí s dvojčinným spoušťovým mechanizmem (double action) je možné střílet promáčknutím spouště bez ručního napínání kohoutu. Pokud je zbraň označena jako dvojčinná (DA), pak to znamená, že kromě DA režimu disponuje i SA režimem, což je poněkud zavádějící a nelogické. Proto se také někdy používá výraz SA/DA. Stiskem spouště se napíná kohout, když kohout dosáhne své zadní polohy, tak se uvolní a odpálí náboj. Chod spouště v tomto režimu je mnohem delší a tvrdší než v jednočinném. To má negativní vliv na přesnost střelby, protože dlouhá a tvrdá spoušť zvyšuje pravděpodobnost strhnutí výstřelu. Rychlost palby je ovšem větší, což je pro obranu výhodné, protože většina obranné střelby se odehrává na vzdálenost několika metrů. Většina DA pistolí umožňuje palbu také v SA režimu. U DA (SA/DA) pistolí se DA režim může použít jen při prvním výstřelu, tj. náboj je v komoře a kohout je vypuštěný. Další střelba se pak vede v SA režimu, protože kohout je napínán pohybem závěru po každém výstřelu. Další výhodou je možnost položení prstu na kohout při zasouvání do pouzdra. Toto umožňuje pocítit natahování (posouvání) kohoutu vlivem cizího předmětu, který tlačí na spoušť. Lze tak přerušit zasouvání zbraně do pouzdra a zabránit tak nechtěnému výstřelu. Typickým příkladem dvojčinné pistole je CZ 75, Beretta 92 a pod.

### Výhradně dvojčinná spoušť (Double Action Only – DAO)
U pistolí s výhradně dvojčinným spoušťovým mechanizmem se každé napnutí bicího mechanizmu provádí promáčknutím spouště po dlouhé dráze a přes poměrně velký odpor. Po každém výstřelu zůstane bicí mechanismus vypuštěný, tj. nenapnutý, a musí se opět napínat spouští. DAO spouště se používají většinou u malých obranných pistolí, ale není to pravidlem (např. pistole CZ 100 je pistole ráže 9mm Para). Výhodou tohoto řešení je jednodušší manipulace a vyšší bezpečnost – zbraň má pouze jeden stále stejný a poměrně velký odpor spouště, což téměř vylučuje možnost nechtěného výstřelu. Tyto zbraně obvykle nemají žádnou manuální pojistku, což je výhoda pro netrénovaného střelce ve stresové situaci. Pistolím se systémem DAO se také někdy říká nabij a zapomeň – uživatel zbraně jednoduše natáhne náboj do komory a o nic dalšího se nestará – zbraň je s neustále vypuštěným bicím mechanizmem bezpečná a přesto neustále v pohotovosti – stačí pouze stisknout spoušť, sice přes větší odpor a po dlouhé dráze, ale jinak odpadá jakákoli další manipulace se zbraní. Nevýhodou je nižší přesnost, protože dlouhý a tvrdý chod spouště může vést střelce ke strhnutí výstřelu, ale většina obranné střelby se stejně odehrává na velmi krátkou vzdálenost. Příkladem DAO pistolí jsou například CZ 100, CZ 92, CZ 45.
Novou variantu DAO spouště představuje systém DAK – Double Action Kellerman, který se objevil u pistolí SIG. Jedná se klasický DAO mechanismus, který je ovšem vyladěný tak, že odpor spouště činí pouze 30 Newtonů.

#### Částečně předepnutý mechanismus
Částečně předepnutý mechanismus se objevuje pouze u samonabíjecích pistolí. Před výstřelem je bicí mechanizmus částečně napnut (většinou při natažení závěru). Při stisku spouště se dále napíná a pak je uvolněn (jako u DA). Částečné předepnutí je vlastně modifikace DAO systému, zachovává všechny jeho výhody, ale odstraňuje příliš dlouhý chod spouště. Průkopníkem tohoto řešení byla firma Glock, která ho používá u všech svých pistolí pod názvem Safe Action. Jedinou nevýhodou tohoto systému je to, že pokud při výstřelu selže náboj, není možné vystřelit znovu promáčknutím spouště (např. Glock 17).

#### Částečně předepnutý hybridní mechanismus
Částečně předepnutý hybridní mechanismus odstraňuje nevýhodu mechanismu Safe Action. Pokud při výstřelu selže náboj, je možné promáčknout spoušť v režimu DA. Tento mechanismus nabízí např. nový model Taurus 24/7.

## Pistole podle druhů střelby
- jednoranové či víceranové – jedná se buďto o kapesní pistole pro sebeobranu, zvané též derringery (ty mohou být jednohlavňové, ale častěji dvou či čtyřhlavňové), a nebo naopak velké pistole na výkonné náboje (často i puškové) určené pro lov zvěře (ve státech, kde to povoluje zákon), či ke sportu.
- samonabíjecí (poloautomatické) – po stisknutí spouště dojde k výstřelu a následnému nabití náboje do nábojové komory a napnutí bicího mechanismu.
- samočinné (automatické) – umožňující přidržením spouště střelbu dávkou. Takové pistole se dají taktéž označit za samopaly.

Nejvýznamnějším výrobcem ručních střelných zbraní a tedy i pistolí v ČR je Česká zbrojovka a.s., Uherský Brod.

## Výhody a nevýhody pistole oproti revolveru

### Výhody
- větší rychlost střelby u průměrně trénovaného střelce
- rychlejší přebíjení u průměrně trénovaného střelce
- menší šířka
- větší kapacita zásobníku
- menší zpětný ráz a zdvih
- možnost plného využití tlumiče hluku výstřelu

### Nevýhody
- relativně složitější odstraňování poruch v průběhu střelby
- teoretická menší spolehlivost (složitější mechanizmus, znovunabití závisí od energie předchozího výstřelu)
- u revolverů s plně skrytým kohoutem lze střílet z kapsy
- revolvery mají nižší těžiště a tak lépe drží ve velkých kapsách při nošení v zimním oblečení
- nižší těžiště revolveru vlivem váhy válce v kombinaci s lehkou slitinou/plastem umožňuje použití klipsu přímo na pažbičce, lehký revolver tak lze připnout přímo za tepláky/kalhoty bez opasku a tohoto z výhodou využít třeba během otevírání dveří při nečekané návštěvě, kde by nebyl čas na nasazení opasku a pouzdra